# ورجية
الورجية أحد أبسط السفن الشراعية الكويتية تستخدم لصيد السمك.
تصنع الوجية من جريد النخيل و تربط بالحبال المصنوعة من ألياف جوز الهند. و الورجية مدببة الطرفان، و لا يزيد طولها عن 3 أمتار. و للورجية مجدافان، و قد تزود بصارية صغيرة يرفع عليها شراع خفيف.
و لا تصنع الورجية بإحكام، بحيث يسمح لماء البحر بالدخول و الخروج بحرية تاركاً الأسماك التي تم اصطيادها حية حتى وصولها للساحل.